# Elżbieta (księżniczka Danii)

Herb rodu Glücksburg — rodziny królewskiej Danii.

Elżbieta, księżniczka Danii właśc., duń. Elizabeth Caroline-Mathilde Alexandrine Helena Olga Thyra Feodora Astrid Margrethe Désirée (ur. 8 maja 1935 w Kopenhadze, zm. 19 czerwca 2018) – księżniczka duńska.

## Życiorys
Urodziła się 8 maja 1935 jako córka księcia Knuta (1900–1976) – młodszego syna króla Christiana X (1870–1947) i królowej Aleksandry (1879–1952) – oraz Karoliny-Matyldy (1912–1995). Jej młodszymi braćmi byli Ingolf i Chrystian.
Była kuzynką królowej Danii Małgorzaty II. Ponieważ nie wyszła za mąż zachowała tytuł księżnej i prawo do tronu Danii (w przeciwieństwie do jej braci, którzy poślubili kobiety z niższych stanów). Pozostawała w nieformalnym związku z Clausem Hermansenem przez 25 lat, do jego śmierci w 2006).
Została matką chrzestną swojego stryjecznego wnuczka – Theodora Christiana Emanuela Rosanes af Rosenberg. Jej najbliższa rodzina składała się z jej dwóch młodszych braci oraz z trzech bratanic i ich dzieci.
Zmarła 19 czerwca 2018 w wieku 83 lat.

## Odznaczenia
- Order Słonia (11/03/1962)[2]
- Srebrny Medal Zasługi[3]
- Medal Pamiątkowy 75-lecia Urodzin Królowej Małgorzaty II (16/04/2015)[3]
- Medal Wspomnieniowy Królowej Ingrid (28/03/2001)[3]
- Medal Wspomnieniowy 100-lecia od Narodzin Króla Chrystiana X (26/09/1970)[3]